# Istok
Istok (serb. Исток, alb. Istog) – miasto w zachodnim Kosowie/Serbii, liczy około 10 tys. mieszkańców (2006).
Podczas pogromów dokonanych przez kosowskich Albańczyków wiosną roku 2004 został spalony tamtejszy klasztor prawosławny. Resztki ikon i wyposażenia przechowywane są w klasztorze w Peciu.
Z Istoku pochodzi Fatmire Alushi, niemiecka piłkarka.